# NGC 2307
NGC 2307 is een balkspiraalstelsel in het sterrenbeeld Vliegende Vis. Het hemelobject werd op 30 november 1834 ontdekt door de Britse astronoom John Herschel.

## Synoniemen
- ESO 87-45
- AM 0648-641
- IRAS06485-6416
- PGC 19648